# العلاقات التركية التوفالية
العلاقات التركية التوفالية هي العلاقات الثنائية التي تجمع بين تركيا وتوفالو.

## مقارنة بين البلدين
هذه مقارنة عامة ومرجعية للدولتين:
| وجه المقارنة                                              | تركيا         | توفالو                         |
| --------------------------------------------------------- | ------------- | ------------------------------ |
| المساحة (كم2)                                             | 783.56 ألف    | 26                             |
| عدد السكان (نسمة)                                         | 80.14 مليون   | 11.19 ألف                      |
| الكثافة السكانية (ن./كم²)                                 | 102.28        | 43.04 ألف                      |
| العاصمة                                                   | أنقرة         | فونافوتي                       |
| اللغة الرسمية                                             | اللغة التركية | اللغة التوفالوية، لغة إنجليزية |
| العملة                                                    | ليرة تركية    | دولار توفالو                   |
| الناتج المحلي الإجمالي (بليون دولار)                      | 851.10 مليار  | 39.73 مليون                    |
| الناتج المحلي الإجمالي (تعادل القوة الشرائية) بليون دولار | 1.57 تريليون  | 38.93 مليون                    |
| الناتج المحلي الإجمالي الاسمي للفرد دولار أمريكي          | 9.12 ألف      | 3.29 ألف                       |
| الناتج المحلي الإجمالي للفرد دولار أمريكي                 | 19.79 ألف     | 3.77 ألف                       |
| مؤشر التنمية البشرية                                      | 0.761         |                                |
| رمز المكالمات الدولي                                      | +90           | +688                           |
| رمز الإنترنت                                              | .tr           | .tv                            |
| المنطقة الزمنية                                           | ت ع م+03:00   | ت ع م+12:00                    |

## منظمات دولية مشتركة
يشترك البلدان في عضوية مجموعة من المنظمات الدولية، منها:
| علم المنظمة | اسم المنظمة                   | تاريخ انضمام تركيا | تاريخ انضمام توفالو |
| ----------- | ----------------------------- | ------------------ | ------------------- |
|             | بنك التنمية الآسيوي           | 1991               | 1993                |
|             | مؤسسة التنمية الدولية         | 22 ديسمبر 1960     | 24 يونيو 2010       |
|             | يونسكو                        | 4 نوفمبر 1946      | 21 أكتوبر 1991      |
|             | الأمم المتحدة                 | 24 أكتوبر 1945     | 5 سبتمبر 2000       |
|             | الاتحاد البريدي العالمي       | ?                  | ?                   |
|             | البنك الدولي للإنشاء والتعمير | 11 مارس 1947       | 24 يونيو 2010       |
|             | الاتحاد الدولي للاتصالات      | 1866               | 15 أغسطس 1996       |
|             | منظمة حظر الأسلحة الكيميائية  | ?                  | ?                   |

## وصلات خارجية
- موقع وزارة الخارجية التركية